# 徐知证
徐知证（905年—947年），五代十国年间杨吴摄政徐温亲生第五子。母亲白夫人。
历任刺史、节度使。937年十月初八，徐知诰取代杨吴，册立徐知证为江王，徐知谔为饶王。939年，江王徐知证等多次上表请求徐知诰恢复姓李，建立唐室宗庙，正月廿三日，徐知诰（李昪）准许。二月初七，李昪为李氏父母举行哀悼。徐温的亲子江王徐知证、饶王徐知谔请求也披麻戴孝；李昪不准许。保大五年（947）三月，徐知证四十二岁去世。

## 文化
相传闽国内讧，开运二年（945年）徐知证、徐知谔承旨即率队伍挥师南下，由江西入闽，在青圃火速带兵消灭了匪兵。部队军纪严明，秋毫无犯，为民治病。青圃百姓为二徐立生祠奉祀。徐知证、徐知谔在宋朝成为福建民间信仰的真人。宋理宗封徐知证为九天金阙明道达德大仙显灵溥济真人，徐知谔为九天玉阙宣化扶教上仙昭灵博济真人，徐温为忠武真人。明成祖封徐知证为金阙洪恩真君，徐知谔玉阙洪恩真君。历史上二徐非但未尝有功于闽，反而人品不佳。